# MacKenzie (Schiff, 1942)
Die USS MacKenzie (DD-614) war ein Zerstörer der Benson-Klasse der U.S. Navy. Er war benannt nach Commander Alexander S. MacKenzie und das dritte Schiff, das diesen Namen trug. Die Schiffstaufe erfolgte durch Miss Gail Nielsen, einer Cousine des Namensgebers. Erster Kommandant wurde Commander D. B. Miller.
Nach den notwendigen Ausbildungsfahrten passierte die „McKenzie“ am 1. März 1943 den Panamakanal und trat ihren Dienst im Atlantik und im Mittelmeer an, wo sie während des gesamten Krieges verblieb. Am 13. März 1942 erreichte sie zunächst Casco Bay (Maine), um von hier aus Geleitzüge im Küstenbereich zu eskortieren. Im Mai des gleichen Jahres wurde der Zerstörer zum Schutz von Transatlantik-Geleitzügen abgestellt und machte bis Ende Juni zwei Fahrten zum Mittelmeer. Hierbei fuhr die MacKenzie nach einem Sonarkontakt zwei Wasserbombenangriffe auf ein getauchtes U-Boot und versenkte dieses. Nach dem Ende des Krieges stellte sich heraus, dass bei dieser Aktion U 182 versenkt worden war. Ende Juni wurde das Schiff vom Transatlantik-Geleitdienst abgezogen und der Angriffsgruppe „Cent“ im Mittelmeer zugeteilt. „Cent“ war eine der drei Angriffsgruppen, die zur Invasion auf Sizilien bestimmt waren. Am 9. Juli 1942 verließ die MacKenzie die nordafrikanische Küste und fuhr zunächst nach Scoglitti auf Sizilien, um am nächsten Tag die Transportschiffe abzusichern und den Landungstruppen Feuerunterstützung zu geben.
Drei Tage später kehrte der Zerstörer zu seinen Geleitschutzaufgaben zurück und fuhr bis zum 7. Oktober zwischen den USA und dem Mittelmeer. Danach folgten Geleitschutzfahrten zwischen den USA und Großbritannien. Nach einer Werftliegezeit im Spätherbst in Swansea, überquerte die MacKenzie noch zweimal den Atlantik und verlegte danach wieder in das Mittelmeer. Hier meldete sich der Zerstörer am 18. März 1944 in Neapel um von hier aus zum Geleitschutz, zur Feuerunterstützung, und zur U-Bootabwehr im Rahmen der Landungsoperation bei Anzio auszulaufen. Ein erster Erfolg war der MacKenzie am 19. März beschieden, als sie erfolgreich an der Versenkung eines Zwei-Mann-Unterseebootes teilnahm. Ab dem 6. Juni wurde wieder Geleitzugschutz gefahren und ab August gab der Zerstörer Feuerschutz bei der Landung anlässlich der „Operation Anvil“ an der südfranzösischen Küste.
Am 15. September verlegte der Zerstörer nach Boston zu einer fünfmonatigen Überholung.
Danach erfolgte im Februar 1945 eine erneute Verlegung in das Mittelmeer, wo vom 28. März bis zum 21. April wo tagsüber der französisch-italienische Küstenbereich beschossen und nachts der Golf von Genua blockiert wurde. Bis zum Kriegsende in Europa fuhr die MacKenzie im Geleitschutz in der Straße von Gibraltar und verlegte im Juli zurück in die Vereinigten Staaten.
Hier wurde sie überholt und sollte danach in den Pazifik verlegt werden. Nach dem Kriegsende im Pazifik Mitte August 1945 wurde dieser Befehl rückgängig gemacht und das Schiff lief am 4. November in den Charleston, SC Navy Yard ein, um außer Dienst gestellt zu werden. Die Außerdienststellung erfolgte am 4. Februar 1946, danach wurde das Schiff der Reserveflotte mit Liegeplatz in Philadelphia (Pennsylvania) zugewiesen. Dieser Reserveflotte gehörte sie bis zum Jahre 1969 an.
Die MacKenzie wurde am 1. Juli 1971 aus dem Schiffsregister gestrichen und am 6. Mai 1974 vor der Küste Floridas als Zielschiff versenkt.
Der MacKenzie wurden vier Battle Stars zuerkannt.